# Batalla de Ümera
La batalla de Ümera  tuvo lugar cerca de Valmiera, Letonia, en las cercanías del río Ümera en 1210, durante las cruzadas bálticas entre los Hermanos Livonios de la Espada y los clanes paganos estonios, estos últimos ganaron la batalla. La batalla se encuentra detallada en la crónica de Enrique de Livonia.
Los estonios de desplazaron a lo largo del río Koiva (hoy Gauja) y se detuvieron en la desembocadura de su afluente mientras les perseguían los cruzados y sus aliados livonios y latgalianos, recién convertidos al Cristianismo, con la seguridad que su enemigo estaba huyendo "con la cabeza entre sus talones", tal y como confirmaban sus espías. Los estonios, sin embargo, habían preparado una emboscada y atacaron a los perseguidores de forma inesperada matando a la mayoría de las fuerzas cristianas. Aunque los cruzados intentaron reagruparse, siguieron a los que habían escapado de la masacre y fueron capturados por los estonios, algunos murieron en la captura y catorce supervivientes fueron marcados con una cruz en sus espaldas antes de ser ejecutados y otros fueron quemados vivos.
Fue una victoria que proporcionó gran moral a los paganos y un mensaje de la hazaña fue enviado a todos los clanes estonios, que se comprometieron a ser "un solo corazón y una sola alma contra el cristiano".
Bertold, hijo del caudillo cristiano livonio Kaupo de Turaida, aliado de la orden militar, murió en la batalla.